# 田賀陽介
田賀 陽介（たが ようすけ）は、1964年岐阜県生まれ。日本のランドスケープデザイナー。田賀意匠事務所代表。東北芸術工科大学デザイン工学部建築・環境デザイン学科准教授。ランドスケープデザイン、地域づくりや環境デザイン設計を通して、自然環境と共生する空間を創造している。

## 略歴
- 1989年 - 多摩美術大学美術学部建築科卒業、リストランテ・ルッフィーノ勤務。清水ゆからを師事、イタリア地域食に学ぶ。曽根幸一・環境設計研究所入所。
- 1993年 - 田賀意匠事務所設立、代表。
- 2011年 - 東日本復旧復興計画支援チーム(任意団体)を立ち上げ、以後現在に至る。飛騨市災害対策支援室特任専門員も勤める。
- 2013年 - 東北芸術工科大学デザイン工学部建築・環境デザイン学科准教授。
- 2016年 - 東北芸術工科大学デザイン工学部建築・環境デザイン学科退任。

## 受賞
- 2010年 - 神奈川県建築賞「大日本印刷株式会社箱根創発の杜第二研修センター」（外部空間計画）
- 2010年 - 第九回芦原義信作品賞「大日本印刷株式会社箱根創発の杜第二研修センター」（外部空間計画）[1]
- 2014年 - 東北建築賞作品賞 ・紅梅荘改築整備事業（外構計画）[2]
- 2016年 - 第二十六回AACA賞優秀賞「ヤマノイエ（外構計画）」